# Fusivoluta
Fusivoluta is een geslacht van weekdieren uit de klasse van de Gastropoda (slakken).

## Soorten
- Fusivoluta anomala (Martens, 1902)
- Fusivoluta barnardi Rehder, 1969
- Fusivoluta blaizei (Barnard, 1959)
- Fusivoluta clarkei Rehder, 1969
- Fusivoluta decussata Barnard, 1959
- Fusivoluta lemaitrei Poppe, 1992
- Fusivoluta profundorum Bail & Puillandre, 2012
- Fusivoluta pyrrhostoma (Watson, 1882)
- Fusivoluta sculpturata (Tomlin, 1945)
- Fusivoluta wesselsi Kilburn, 1980